# Río Balygychan

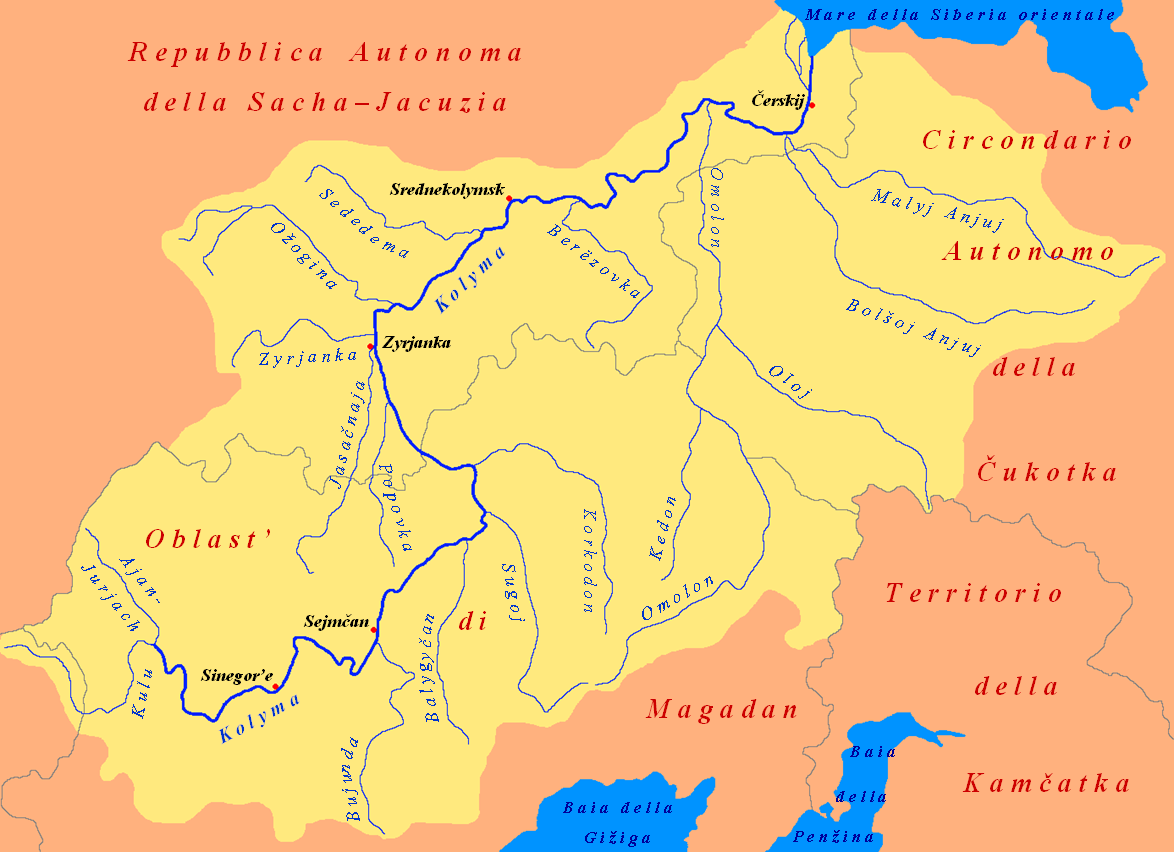
Mapa de la cuenca de Kolymá con el río Balygychán en el medio. (en italiano)

El Balygychán (en ruso: Балыгычан) es un río del óblast de Magadán, en el Extremo Oriente ruso. Tiene una longitud de 352 kilómetros (400 km incluyendo el Levy Balygychán), con una cuenca de drenaje de 17.600 kilómetros cuadrados.
El río se congela en octubre y permanece congelado hasta finales de mayo.  Los tímalos, los chupadores de nariz larga, los lucios y el corégonos son comunes en las aguas de Balygychan.

## Curso
El río nace en el Hal-Urekchén, en la confluencia de los ríos Balygychán izquierdo (Levy Balygychán) y Balygychán derecho (Pravy Balygychán) de las tierras altas de Kolymá. Fluye aproximadamente hacia el norte a lo largo del flanco occidental de la cordillera de Omsukchán. En su curso medio se encuentra la ciudad abandonada de Verjni Balygychán ("Balygychán superior"). Al norte de la ciudad, el Balygychán fluye por una cuenca intermontana pantanosa donde el río se ensancha, serpentea y se divide en brazos. Finalmente se une a la orilla derecha del Kolymá a 1.353 km de su desembocadura.
Los principales afluentes del Balygychán son el Kyrchán y el Dzhagýn, que se unen a él por la derecha. La ciudad de Balygychán se encuentra en la orilla derecha del Kolymá, un poco más arriba de la confluencia. Hay más de 300 lagos en la cuenca del río. Tiene una longitud de unos 400 km desde el nacimiento del Balygychán izquierdo hasta la confluencia con el Kolymá.